# 金属皂
金属皂是由8~12个碳原子的直链或支链、饱和或不饱和的脂肪酸和金属形成的盐类，而该词最初指的是天然存在于动物或植物脂肪的脂肪酸的盐。也有文献将松香酸和环烷酸包括在内，或将碱金属盐排除在外。

## 合成
金属皂可由复分解反应制得，如通过酸碱中和反应或沉淀反应：
RCOOH + NaOH → RCOONa + H2O
RCOO− + Ca2+ → (RCOO)2Ca↓
熔体法适用于熔点在140 °C以下的金属皂，它们通过金属氧化物、氢氧化物或挥发性酸的盐类和有机酸在加热下反应制得。